# Schizymenium schimperi
Schizymenium schimperi là một loài Rêu trong họ Bryaceae. Loài này được A.J. Shaw miêu tả khoa học đầu tiên năm 1985.